# 조조 신지
조조 신지(일본어: 城定 信次, 1977년 8월 28일~)는 일본의 전 축구 선수이다.

## 구단 경력
과거 우라와 레즈, 알비렉스 니가타, 쇼난 벨마레에서 활동하였다.

## 국가대표팀 경력
그는 1997년 FIFA 세계 청소년 축구 선수권 대회에 참가할 일본 U-20 국가대표팀에 발탁되었으며, 5경기에 출전, 2득점을 넣었다.